# Acol
Acol è un sistema di licitazione del bridge che, secondo L'enciclopedia ufficiale di Bridge, è normalmente utilizzato sia nei tornei britannici che ampiamente utilizzato in altre parti del mondo.
Tale licitazione prende il nome dal circolo del bridge Acol, in precedenza situato in Acol road a Londra, dove il sistema ha iniziato ad evolvere alla fine degli anni venti. Secondo Terence Reese , campione di Bridge degli anni 30, i suoi ideatori principali erano, Maurice Harrison-Gray,  Jack Marx  e Skid Simon . lo stesso Marx, in un articolo del dicembre del 1952 pubblicato sul "Contract Bridge Journal", ha dichiarato: "... il sistema Acol è stato sviluppato da Skid Simon e da me in gran parte una ventina di anni fa".
Riguardo a Marx e Simon, viene detto: "In interminabili placide passeggiate... girovagando per strade tranquille, avrebbero instancabilmente discusso i dettagli di questo coinvolgente gioco. In queste conversazioni, come in una strana gestazione, è nato Acol come noi lo conosciamo e giochiamo oggi." 
Il primo libro sul sistema è stato scritto da Ben Cohen  e Reese Terence. Skid Simon ha spiegato i principi alla base del sistema, reso ulteriormente popolare in Gran Bretagna dal campione Iain Macleod. 
Il sistema Acol è in continua evoluzione, ma il principio fondamentale è di mantenere la gara più naturale possibile e rivolgendo la licitazione, quando possibile, a "senza atout".

## Struttura del sistema di licitazione
Per leggere il seguente paragrafo è necessario, aver giocato a, o perlomeno conoscere le regole elementari del Bridge.
Il sistema Acol nasce in Gran Bretagna, ma è molto diffuso anche in Australia. È basato sulle aperture di uno senza atout deboli, con un range di 12-14 punti onore, al contrario di tutti gli altri sistemi licitativi, dove il punteggio standard per le aperture di uno senza atout, è da 15 a 18 punti onore, a seconda del sistema giocato. Questi sono al contrario sistemi a senza atout forte.
Il conteggio dei punti onore è quello standard, Asso=4, Re=3, Donna=2 e Fante=1.Va detto che nel calcolo della forza della mano entrano in gioco molti fattori, come la distribuzione, i vuoti, o void, i singoli e la lunghezza di un palo. Per esempio, avendo un colore lungo conteremo un punto per ogni carta oltre la quinta, 2 punti per il vuoto e 1 punto per il singolo. Quanto licitiamo col sistema Acol saremo certamente portati a licitare spesso senza atout, essendo il sistema basato su questo senza debole con mani bilanciate. Va detto che la Federazione Italiana Gioco Bridge ammette l'apertura uno senza atout con mani con una quinta "sguarnita" nobile, ma sempre con un range di punteggio 15/17.
Bisogna tener presente che nel giuoco del bridge i colori nobili sono picche e cuori, i minori sono quadri e fiori. Il senza atout si colloca sopra le picche, quindi l'ordine è, dal basso: fiori, quadri, cuori, picche, senza atout. Poi si passa aL livello 2: dopo un senza, posso dire 2 fiori o 2 quadri, o 2 cuori o 2 picche e così via... 2 senza 3 fiori 3 quadri 3 cuori 3 picche 3 senza. Il livello minimo richiesto per vincere la manche è 3 senza. Dato che in partita libera, rubber, la partita termina vincendo 2 manche di 100 punti ognuna, ne consegue che se est-ovest dichiarano e fanno 3 senza due volte, hanno vinto la partita. Bisogna superare 100 punti per vincere la prima manche ed andare in seconda, o zona, in cui bisogna stare attenti, dato che le penalità valgono il doppio. Nel caso del colori nobili le prese valgono 30 punti ognuna e nei colori minori, cioè quadri e fiori, valgono solo 20. Perciò avremo bisogno per fare 5 fiori per vincere una manche con atout fiori, o di dichiarare e fare 4 cuori, 4 picche (30x4 =120) o 5 quadri (20x5 =100). Al contrario, con il SA non saremo più esposti a tagli, per cui basta dichiararne e farne 3 per vincere la manche. Da qui la potenza di questo sistema, che ormai si sta diffondendo rapidamente in tutto il mondo.
Le aperture "a colore" cioè 1 fiori, 1 quadri, 1 cuori e 1 picche nel sistema Acol sono normali, cioè ricalcano lo standard italiano o americano, che prevedono un punteggio minimo per aprire la licita di 12-13 punti complessivi (onore+distribuzione). La forza dell'ACOL sta dunque nel fatto che con una mano bilanciata si aprirà spesso di 1 senza atout (SA) invece di 1 fiori o 1 quadri, costringendo gli avversari a interferire a livello 2  e quindi rendendogli la licita più difficoltosa e compromettente.

## Standard Acol

### Dichiarazioni di apertura

#### Generale
- 1 a colore - Garantisce 12+ PO e 4 carte nel colore, oppure 11+PO e 5 carte nel colore oppure 10+PO e 6 carte nel colore. Non forzante.

#### Speciali
- 1NT - Mostra una mano bilanciata (4-3-3-3, 4-4-3-2 or 5-3-3-2). Previo accordo col compagno, può mostrare bilanciata debole (12-14), forte (15-17 or 16-18) o variabile. Dichiarazione circoscritta. Il senza debole è quello maggiormente utilizzato nei circoli anglosassoni.
- 2♣ - Apertura forzante manche, garantisce 23+PO ed almeno 5 prese. Il compagno non può passare.
- 2♦ / 2♥ / 2♠ - Apertura forte, garantisce almeno 8 prese con 6 carte nel colore. Forzante 1 giro.
- 2NT - Mostra una mano bilanciata di 20-22PO. Dichiarazione circoscritta.
- 3♣ / 3♦ / 3♥ / 3♠ - Apertura difensiva (barrage) con 7+ carte nel colore, mano debole (10-PO). Non forzante.
- 3NT - - Apertura difensiva (barrage) mostra un colore minore lungo e solido.